# بوکانیرها (فیلم)
بوکانیر (انگلیسی: The Buccaneers) یک فیلم است که در سال ۱۹۲۴ منتشر شد.